# Peeter Clouwet

Venus Lusthoff o El jardín del amor, grabado a buril de Peeter Clouwet por pintura de Peter Paul Rubens. Reproducción invertida y con algunas variantes del cuadro de Rubens conservado en el Museo del Prado. Biblioteca Nacional de España.

Peeter Clouwet, Cloüet o  Clouvet  (Amberes, 1629-1670) fue un grabador a buril y punta seca flamenco.

## Biografía
Matriculado como aprendiz en el gremio de San Lucas de Amberes en 1643/1644, en el curso 1645/46 fue registrado como maestro y elegido decano para el periodo 1666/67. El 18 de mayo de 1652 se casó con Jacobmijne Bouttats, hija de Frederik Bouttats I, emparentando así con una influyente y numerosa familia de artistas y grabadores. Falleció el 29 de abril de 1670, siendo enterrado en la catedral de Amberes. Primo suyo podría haber sido el también grabador, establecido en Italia, Albert Clouwet.

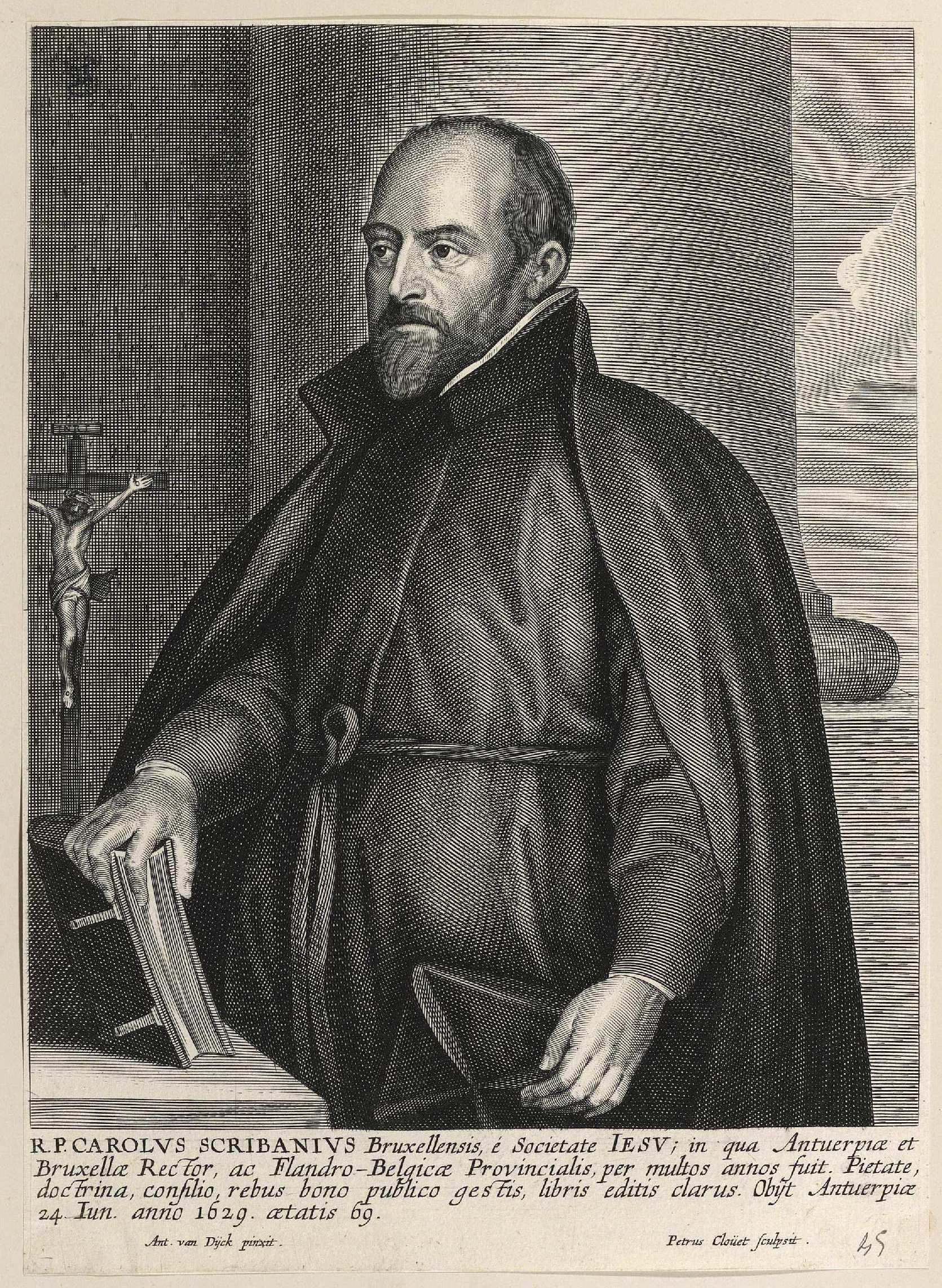
Retrato de Carolus Scribanius, buril de Peeter Clouwet por pintura de Anton van Dyck. Firmado: Ant. van Dÿck pinxit; Petrus Cloüet sculpsit. Biblioteca Nacional de España.

Clouwet cultivó el grabado de reproducción en tamaño folio y gran folio de obras de Rubens, habiéndose destacado por su calidad y rareza las estampas de la Muerte de san Antonio Abad fechada en 1649, grabada a partir de un original de Rubens del que se desconoce su localización actual tras haber sido puesto en venta en 1867, cuando se encontraba en el palacio de Weissenstein en Pommersfelden, y el Jardín del amor (Venus lusthof), reproducción invertida del lienzo del mismo título conservado en el Museo del Prado. Firmó también el grabado varios retratos por pintura de Anton van Dyck, con destino en algún caso a la Iconographie, como los retratos del pintor Christoffel van der Lamen, el del jesuita Carolus Scribanius y el del orfebre Theodorus Rogiers. Más abundantes son las estampas abiertas a partir de invenciones de Abraham van Diepenbeeck, tanto de retratos como de historia y en formato grande o para la ilustración de libros, tales como el retrato ecuestre de William Cavendish, primer duque de Newcastle, que sirve de frontispicio al tratado que el duque dedicó a la doma y apareció publicado en Amberes en 1658 con el título La Methode et Invention nouvelle de Dresser les Chevaux, además de algunas de las ilustraciones interiores del tratado, así como varios de los grabados calcográficos de carácter mitológico que ilustran la Flor de Apolo de Miguel de Barrios en edición de Balthazar Vivien (Amberes, 1665), o el retrato de la carmelita descalza Ana de San Agustín que ilustra la biografía dedicada a la monja por Alonso de San Jerónimo, Vida de Ana de San Agustín (Madrid, 1668). Con Paulus Pontius, Pieter de Jode II, Coenraet Waumans y otros colaboró en el grabado de los ciento veinte retratos de los negociadores de la Paz de Westfalia pintados por Anselmus van Hulle, que, reunidos bajo el título Celeberrimi ad Pacificandum Christiani nomines orbem: Legati Monasterium et Osnabrugas..., fueron publicados en Amberes por Daniel Middeler en 1648, el mismo año de la firma de los tratados de Münster y Osnabrück.